# Проспект 40 лет Октября (Москва)
Проспе́кт 40 лет Октября́ — проспект в Юго-восточном административном округе города Москвы. Проходит от Кубанской до Совхозной улицы параллельно Люблинской и Краснодонской улицам. Пересекает Ставропольскую и Краснодарскую улицы и улицу Судакова, справа примыкает Мариупольская улица.
Нумерация домов ведётся от Кубанской улицы.

## Происхождение названия
Переименован в 1957 году «в ознаменование 40-й годовщины Великой Октябрьской социалистической революции». Входит в число названий, появившихся «под знаменательную дату». Прежнее название — улица Осоавиахима — дано в честь советской общественно-политической оборонной организации Осоавиахим (Общество содействия обороне, авиационному и химическому строительству (1927—1948)).

## История
Проспект возник в 1940-е годы бывшем городе Люблино, в августе 1960 года вошедшем в черту Москвы. В 2022 году на пересечении Проспекта с ул. Кубанская был облагорожен сквер, в котором находится Деловой центр К29.

## Примечательные здания и сооружения
По нечётной стороне:
- № 11, 13, 15 — пример ансамблевой застройки середины 1950-х годов.

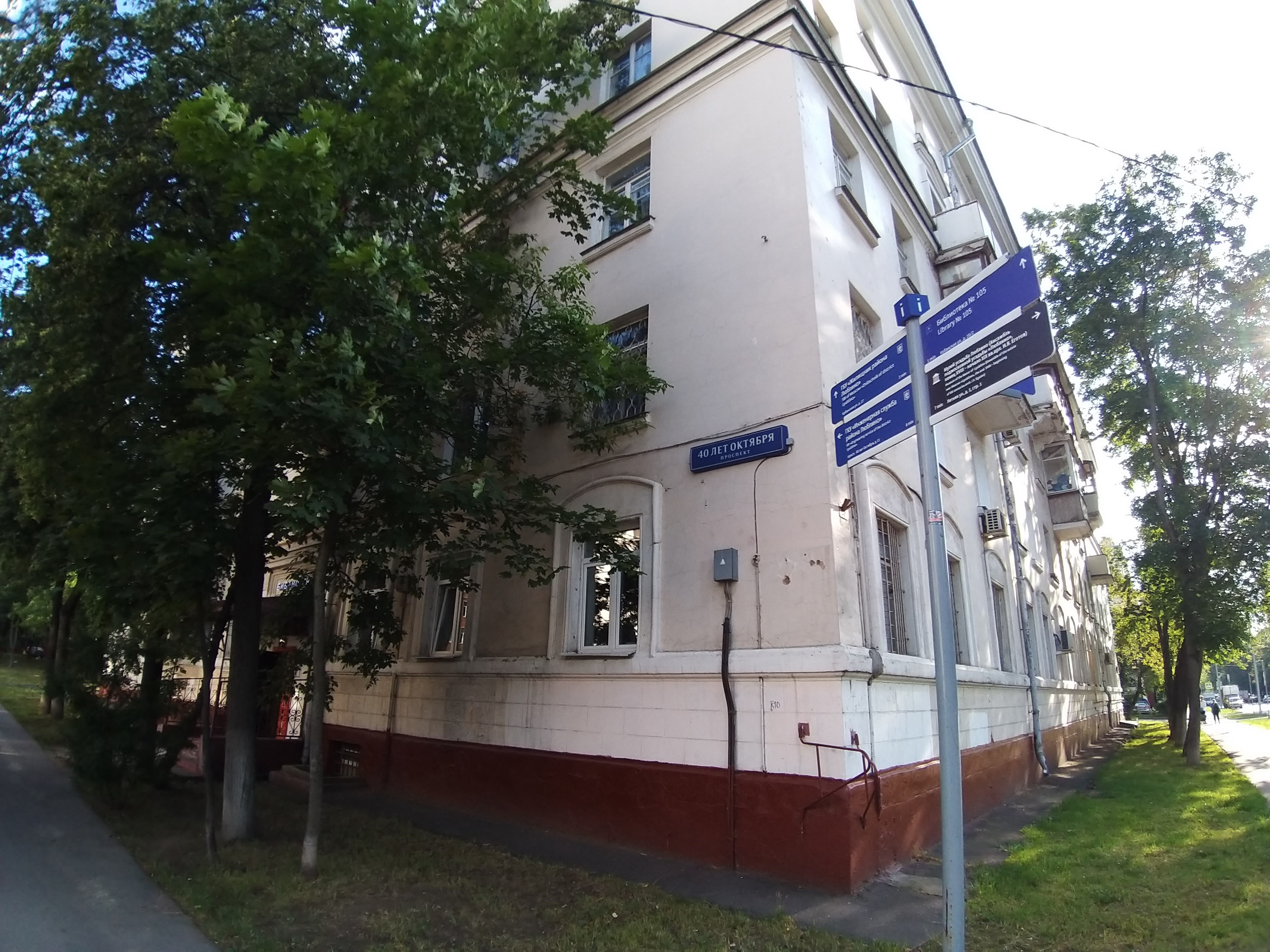
Библиотека № 105 (филиал № 3)

По чётной стороне:
- Библиотека № 105 (филиал № 3)№ 2 — Библиотека № 105 ЦБС ЮВАО[4].

## Транспорт
В 1 км от проспекта — станция метро «Люблино», железнодорожные платформы Люблино и Депо. По проспекту следует маршрут автобуса № 312. До 1986 года на участке от пересечения с улицами Кубанская и Ставропольская ходил троллейбусный маршрут № 50к.